# حفظ (علم المكتبات والأرشيف)
في مجال الحفظ وعلوم المكتبات والأرشيف، يُعرّف الحفظ بأنه مجموعة من أنشطة الحفظ الوقائي التي تهدف إلى إطالة عمر السجل أو الكتاب أو المادة مع إجراء أقل قدر ممكن من التغييرات. تتنوع أنشطة الحفظ بشكل كبير، وقد تشمل مراقبة حالة المواد، والحفاظ على درجة الحرارة والرطوبة في أماكن تخزين المجموعات، ووضع خطة للطوارئ، ورقمنة المواد، وكتابة البيانات الوصفية ذات الصلة، وزيادة إمكانية الوصول إليها. يُمارس الحفظ، بهذا التعريف، في المكتبة أو الأرشيف من قِبل أمين المكتبة أو أمين الأرشيف أو أي متخصص آخر عندما يرى أن مجموعة أو سجلًا بحاجة إلى صيانة.
يجب التمييز بين الحفظ والحفظ والترميم التدخلي، الذي يشير إلى معالجة وإصلاح المواد الفردية لإبطاء عملية التلف، أو إعادتها إلى حالة صالحة للاستخدام. يُستخدم مصطلح "الحفظ الوقائي" بالتبادل مع "الحفظ".